# Sylvia layardi
Sylvia layardi е вид птица от семейство Коприварчеви (Sylviidae).

## Разпространение
Видът е разпространен в Лесото, Намибия и Южна Африка.